# Jurij Kuštrin
Jurij Kuštrin, slovenski politik, * 29. april 1940, † 23. september 2023.
Med letoma 1997 in 2002 je bil član Državnega sveta Republike Slovenije. Doma je bil iz Logaršč (Občina Tolmin).